# Jenni Williams
Jenni Williams (Gwanda, 1 de abril de 1962) es una activista de derechos humanos zimbabuense y fundadora del movimiento cívico Women of Zimbabwe Arise (WOZA). Un destacado crítico del gobierno del presidente Robert Mugabe, en The Guardian la describió en 2009 como «una de las espinas más molestas en el costado de Mugabe».

## Primeros años
Williams nació en Gwanda, Zimbabue. Fue criada principalmente por su madre Margaret Mary McConville, hija de un irlandés que emigró a lo que entonces era Rodesia desde el condado de Armagh. Se convirtió en buscador de oro y se casó con Bahlezi Moyo, de la tribu Matabele. Su padre irlandés era de Listowel, en el condado de Kerry.
A los 16 años, Williams abandonó la escuela secundaria para trabajar, con el fin de que su madre pudiera pagar la educación de sus hermanos. En 1994, su hermano mayor murió de SIDA.

## Activismo
De 1994 a 2002, la firma de relaciones públicas propiedad de Williams y dirigida por ella, representó al Sindicato de Agricultores Comerciales de Zimbabue. Esto pronto hizo que la compañía de Williams entrara en conflicto con Mugabe debido a su política de incautación de granjas de propiedad de los blancos como medida de reforma agraria. Después de que Mugabe alentara a los veteranos a tomar por la fuerza de granjas propiedad de los blancos, Williams comenzó a protestar por lo que describió como abusos contra los derechos humanos. También denunció que las mejores fincas fueron entregadas a los aliados políticos de Mugabe. Ante el acoso policial resultante, Williams se vio obligada a cerrar su empresa.
En 2002, Williams se convirtió en una de los fundadoras de Women of Zimbabwe Arise (WOZA), un movimiento de oposición de base creado en respuesta a falta de acción percibida por los hombres de Zimbabue contra el gobierno de Mugabe. La organización se centró en protestas públicas masivas contra Mugabe y llegó a tener 70 000 miembros en los años siguientes. Williams y otros líderes de Woza establecieron como una «regla cardinal» que los dirigentes deben participar en las protestas, a veces peligrosas, junto con los miembros de base: «No le diremos a nadie que haga lo que no estamos dispuestos a hacer nosotros mismos».
Para 2008, Williams había sido arrestada 33 veces por el gobierno de Mugabe por sus acciones con el grupo. Tras una de sus detenciones en 2003, Amnistía Internacional la designó presa de conciencia. Human Rights Watch también denunció las repetidas detenciones de Williams y de Magodonga Mahlangu, colíder de Woza, y afirmó que el gobierno de Zimbabue debería liberar a las mujeres y «permitir a la sociedad civil el derecho a manifestarse pacíficamente». Después de otro arresto a mediados de 2008, el embajador estadounidense James D. McGee pidió su liberación, describiendo a Williams como «una persona destacada cuya voz debería ser escuchada» y los cargos en su contra como una «vergüenza». Al día siguiente se le concedió la libertad bajo fianza. En 2012, fue arrestada por cuadragésima vez en la marcha anual de Woza del Día de San Valentín, que conmemoró el décimo aniversario del grupo.

## Reconocimientos

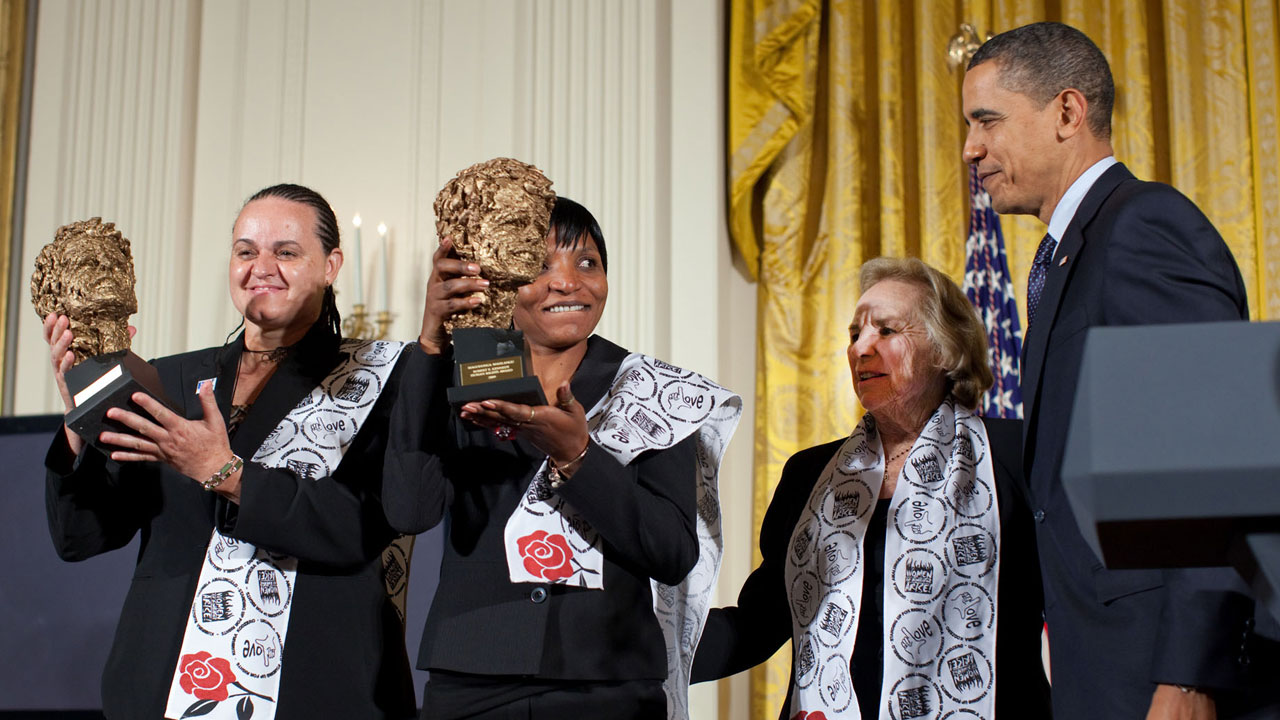
Jenni Williams, izquierda, y Magodonga Mahlangu, centro, reciben el Premio de Derechos Humanos Robert F. Kennedy de manos del presidente de Estados Unidos, Barack Obama, derecha, el 23 de noviembre de 2009.

Recibió el premio Internacional a las Mujeres de Coraje del gobierno de Estados Unidos en 2007 por «brindar un ejemplo de valentía y liderazgo al trabajar por el cambio por medios pacíficos y no violentos». El premio fue entregado por la secretaria de Estado Condoleezza Rice. Dos años más tarde, Williams y la colíder de Woza, Magodonga Mahlangu, recibieron el Premio de Derechos Humanos Robert F. Kennedy, que fue entregado por el presidente de Estados Unidos, Barack Obama. En la ceremonia, Obama dijo que ambas habían «demostrado a las mujeres de Woza y al pueblo de Zimbabue que pueden socavar el poder de sus opresores con su propio poder, que pueden socavar la fuerza de un dictador con la suya propia», y al entregar el premio, le dio un beso a cada una.
En el Día Internacional de la Mujer de 2012, recibió el premio del Fondo Ginetta Sagan de Amnistía Internacional, que reconoce a las mujeres «que trabajan para proteger la libertad y la vida de mujeres y niños en áreas donde las violaciones de derechos humanos son generalizadas». El premio se otorgó en reconocimiento a su trabajo «para inspirar y educar a las mujeres para que abracen y exijan sus derechos humanos y civiles en Zimbabue». En el marco del programa de apadrinamiento de activistas de derechos humanos del parlamento alemán, Marina Schuster ha dado a conocer el trabajo de Williams.

## Vida personal
Está casada con un electricista, con quien tiene tres hijos adultos. Los dos hijos de Williams siguieron a su hermana al Reino Unido a mediados de la década de 2000 tras recibir amenazas de llevarlos a la milicia juvenil. Después de varios despidos, su esposo siguió a los niños fuera de Zimbabue. Williams permanece en Zimbabue luchando por la justicia social a pesar de la creciente represión del gobierno. En su tiempo libre, Williams está investigando su árbol genealógico que abarca su ascendencia irlandesa y Matabele.